# Contrapunt 14
Contrapunt 14 (Contrapunctus XIV) is een compositie van Kalevi Aho.
Het werk kwam voort uit de muzikale vriendschap tussen componist Aho en organist Jan Lehtola. Die laatste gaf in 2011 aan dat hij bezig was met het instuderen van Die Kunst der Fuge van Johann Sebastian Bach; hij wilde het werk in de orgelversie uitvoeren. Aho kwam toen met het idee het door Bach aangeleverde materiaal van het deels verdwenen of onvoltooide deel uit te werken naar een compleet deel in de trant van componeerstijl van Bach. Aho, die meer andermans werken heeft “voltooid”, ging er daarbij van uit dat Bach een totale afsluiting wilde van Die Kunst der Fuge en kwam met een quadrupelfuga. Ze bestaat uit drie thema’s waardoorheen het hoofdthema, dat in de andere fuga’s te horen, verwerkt is. 
Jan Lehtohla speelde deze Contrapunt 14 voor het eerst tijdens een concert in het kerkgedeelte van Schloss Altenburg op 4 augustus 2012. Na dat concert bewerkte Aho zijn Contrapunt 14 tot een werk voor saxofoonkwartet (of ander blaaskwartet) en tot een werk voor strijkorkest. 